# Zračna luka Nikola Tesla
Zračna luka Nikola Tesla (srp. Аеродром Београд-Никола Тесла - Aerodrom Beograd-Nikola Tesla) najveća je i najprometnija zračna luka u Srbiji. Nalazi se u Surčinu, 12 km od Beograda. Dobila je ime po izumitelju Nikoli Tesli.

## Statistički podaci

### Kompanije i destinacije
- Air Serbia (New York JFK, Amsterdam, Atena, Barcelona(od 4. lipnja), Banja Luka, Beirut, Beč, Berlin-Tegel, Bruxelles, Bukurešt, Cairo(od 4.lipnja), Dusseldorf, Kiev(od 3.lipnja), Krasnodar(od 4.lipnja),Kopenhagen, London-Heathrow, Ljubljana, Milan-Malpensa, Madrid(od 5.lipnja), Moskva-Šeremetjevo, Pariz-Charles de Gaulle, Podgorica, Prag, Rim-Leonardo da Vinci, Rijeka(od 5.lipnja), St.Petersburg Sarajevo, Skoplje, Solun, Sofija, Stockholm-Arlanda, Tel Aviv, Tivat, Frankfurt, Zurich, Stuttgart, Hamburg, Helsinki(od 4.lipnja), Venecija)

Sezonski Air Serbia: Dubrovnik, Malta, Split, Pula, Larnaka, Zadar(od 21.lipnja), Nice(od 6.lipnja)
- Aeroflot (Moskva-Šeremetjevo)
- Alitalia (Rim-Leonardo da Vinci)
- Wizzair (Eindhoven, Basel, Göteborška gradska zračna luka, Dortmund, Larnaka, London-Luton, Malmo, Memmingen, Pariz-Beauvais, Stockholm Skavsta,Baden-Baden Karlsruhe, Malta, Larnaka, Hannover, Lyon(od 15.lipnja))
- EasyJet (Ženeva, Berlin, Basel)
- Etihad Airways (Abu Dhabi)
- Aegean airways (Atena)
- Qatar airways (Doha)
- Croatia Airlines (sezonski: Split)
- LOT Polish airlines (Varšava)
- Lufthansa (Frankfurt, München)
- Montenegro airlines (Podgorica, Tivat)
- Norwegian Air Shuttle (Kopenhagen, Oslo-Gardermoen, Stockholm Arlanda)
- Austrian airlines (Beč)
- Pegasus airlines (Carigrad - Sabiha Gokce)
- Swiss (Zürich)
- TAROM (Bukurešt - Henri Coanda)
- Tunisair (Tunis)
- Turkish airlines (Carigrad -Ataturk)
- Flydubai (Dubai)
- Vueling (Barcelona)
- Arkia (Tel Aviv)
- Israir (Tel Aviv)
- Al Masria (sezonki:Hurghada)
- Air Cairo (Hurghada, Sharm el Sheik-sezonski)
- Atlas Global (Istanbul Ataturk)
- Ellinair (sezonki: Solun, Heraklion)
- Transavia (Amsterdam)
- Air Arabia (Sharjah)
- Air France (Paris CDG)
- Red Wings (Moscow Domodedovo)
- ASL Airlines (Paris CDG - sezonski)
- Belavia (Minsk via Budimpešta)

## Vanjske poveznice
|  | Zajednički poslužitelj ima još gradiva o temi Zračna luka Nikola Tesla |

- Službene stranice  Arhivirana inačica izvorne stranice od 11. kolovoza 2010. (Wayback Machine)